# Josep Maria Roset Camps
Josep Maria Roset Camps (Rubí, Vallès Occidental, 1932 - Rubí, 1 de setembre de 2020), va ser un fotògraf, documentalista i promotor cultural català.

## Biografia
Obre el seu primer estudi a Rubí l'any 1957, i entre el 1959 i 1962 treballa a Madrid i a França com a fotoperiodista elaborant reportatges fotogràfics de gran prestigi, com la boda del Xa de Pèrsia i la mort del doctor Gregorio Marañón. L'any 1962 torna a Rubí, on el 1966 obrirà un nou estudi, des d'on documentarà la vida social de la població i la comarca. L'any 1967 participa en la fundació del Grup Fotogràfic el Gra, i el 1973 funda amb altres companys la sala d'art Doble Sis a Rubí, referent de l'avantguarda artística al Vallès. Des de 2006 serà el fotògraf d'El Globus, el CATEX, el Centre Dramàtic del Vallès i l'Institut del Teatre de Terrassa.

## Obra i llegat
Durant més de 50 anys de professió, realitza una valuosa labor documental fotogràfica en la qual ha destacat per fotografiar temes d'abast internacional i per un compromís gairebé de notari en documentar el temps que li ha tocat viure, la transició democràtica al Vallès; així com per la contundent personalitat dels seu llenguatge fotogràfic.
El seu llegat personal és un dels més vastos de la fotografia catalana, amb gairebé tres-cents cinquanta mil negatius. El seu fons documental recopilat durant més de 40 anys és un dels més nombrosos de Catalunya de temàtica local. Entre el fons històric recopilat i el seu arxiu personal suma gairebé mig milió d'objectes fotogràfics, entre còpies fotogràfiques, plaques de vidre i negatius de cel·luloide.

## Premis i homenatges
El 1969 obté la placa de Sant Joan Bosco a la millor col·lecció del IV Saló Nacional de Borriana amb el reportatge Naixença
1970 Rep el Premi Especial del Trofeu Egara.
1970 Obté el Premi Negtor a la millor fotografia de l'any, amb una imatge de la Muntanya de Sal de Cardona.
2016 Amb motiu dels seus 80 anys, l'Associació Sant Galderic de Rubí impulsa un homenatge i organitza la primera exposició retrospectiva de la seva obra, amb la publicació del seu primer llibre Tal com jo ho he vist, fotografies de Josep Maria Roset.
El 2018 rep la Creu de Sant Jordi “En reconeixement de la tasca de recerca fotogràfica durant més de mig segle i a la seva obra, com a fotògraf de temes d'abast internacional. I també pel seu compromís amb l'entorn de Rubí i del Vallès com a promotor i fundador d'entitats culturals. Cal destacar, singularment, el servei que ha fet a les generacions del futur en l'afany de preservar la memòria històrica com un dels fonaments de la vida col·lectiva.”